# Charles Barbaroux

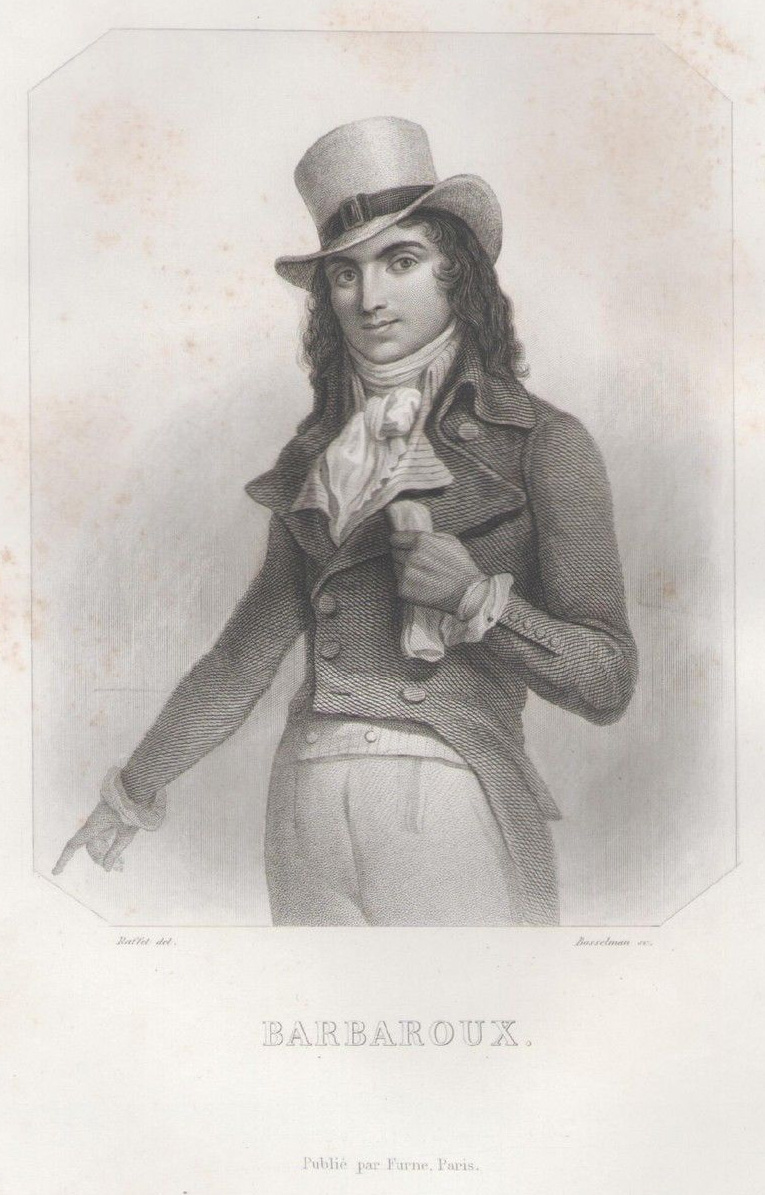
Charles Barbaroux

Charles Jean Marie Barbaroux (Marsella, 1767 - Bordeus, 1794) fou un revolucionari francès d'origen occità. Estudià dret a Marsella, on fou un prestigiós advocat d'idees revolucionàries exaltades. Fou nomenat secretari (greffier) del municipi de Marsella, el 1791 fou diputat a París, on fou ben rebut pels jacobins Jacques-Pierre Brissot i Madame Roland. El 1792 fou comissionat per a l'Assemblea Legislativa al departament de Boques del Roine i hi reclutà el batalló de voluntaris marsellesos que enderrocaren el rei. Més tard, però, s'enfrontà a Robespierre, a qui acusà de dictador, i a Jean Paul Marat. Quan esclatà l'enfrontament entre girondins i jacobins, escapà primer a Caen i després a Bordeus, on fou capturat i executat.